# Кремменский мирный договор
Кремменский мирный договор был подписан 20 июня 1236 года герцогом Померании Вартиславом II, признавшим маркграфов Бранденбурга сюзереном его герцогством Померания-Деммин и уступившим земли Штаргард, Вустров и Бесериц Бранденбургу.

## Предыстория
После поражения датчан в битве при Борнхеведе в 1227 году герцоги Померании потеряли своих союзников в борьбе с растущей мощью своих бранденбургских соседей на юге. В 1231 году император Фридрих II подтвердил сеньорию асканских маркграфов Иоанна I и Оттона III Бранденбургских. В то же время мекленбургские герцоги вели кампанию на черезпенянских землях на западе, а восточная территория Шлаве-Штольпа была занята герцогом Свентопельком II Померельским.
Чтобы ослабить напряженность в отношениях с Бранденбургом, герцог Вартислав заключил Кремменское соглашение и также оговорил выморочное (возвращение) своих поморских земель, если он умрет без наследников.